# Tipitaka
Toto heslo pojednává o buddhistických kanonických textech. Mnichovi, který se stal předobrazem postavy Tripitaky v románu Opičí král, je věnováno heslo Süan-cang.
Tipitaka (páli, v sanskrtu Tripitaka) je souhrnný název pro buddhistické kanonické texty. Existuje mnoho různých verzí, přičemž nejznámější je Pálijský kánon théravádinské školy, pojmenovaný podle jazyka, v němž byl původně napsán. Pravděpodobně v druhé polovině prvního tisíciletí před Kristem.
Tipitaka se skládá ze dvou slov. Ti (sa. Tri) označuje číslovku tři a pitaka, v překladu znamená koš. Překlad tedy zní Trojí koš, případně "trojkoš".
Texty Tripitaky, které byly původně předávány ústní tradicí, se rozdělují na tři části. Podle tradice jejich jméno vzniklo tak, že svitky (psané na palmových listech) byly kdysi přechovávány ve třech koších, nicméně se zdá, že rozdělení textů na "Tři koše" se objevilo ještě před jejich zapsáním. Těsně po Buddhově smrti se konal první buddhistický koncil, na kterém byly všechny jeho výroky zpaměti recitovány, roztříděny a kodifikovány.

## Základní rozdělení tripitaky
První část, Vinajapitaka („koš kázně“), je souhrn pravidel, kterými se mají řídit mniši a mnišky sanghy. Tradice praví, že mnich Upáli na prvním buddhistickém koncilu odpovídal na otázky Mahákášjapy a prakticky sám dal vzniknout celému souboru vinajapitaky.
Druhý oddíl, Suttapitaka („koš rozprav“, sa. Sútrapitaka), se dále dělí na pět sbírek (nikájí) a obsahuje zachycené Buddhovy výroky a události jeho života. Tyto texty jsou uznávány za autentické všemi buddhistickými školami, i když mahájána a vadžrajána mají řadu dalších vlastních súter. Podle tradice je autorem celé Suttapitaky Ánanda.
Třetí část, Abhidhammapitaka („koš vyššího učení“, sa. Abhidharmapitaka), je souhrn textů pravděpodobně pozdějšího data oproti první dvěma sbírkám. V tomto „koši“ je Buddhova nauka, která je v Koši rozprav podaná běžným jazykem, systematicky rozvedena, vysvětlena a popsána přísně filozofickým jazykem. Abhidhammapitaka je specifická pro théravádu, nicméně ostatní školy mají své vlastní sbírky komentářů.